# Donogán István
Donogán István (Zenta, 1897. december 13. – Budapest, 1966. november 25.) atléta, diszkoszvető.

## Életpályája
Az erdélyi örmény Donogán család leszármazottja (eredetileg: tonakan; 'տոնական' jelentése:ünnepi).
1924-től a Szegedi Testgyakorlók Köre, 1929-től a Budapesti TC (Budapesti Torna Club), 1929-től a Magyar AC (Magyar Atlétikai Club) dobóatlétája volt. Diszkoszvetésben és súlylökésben is versenyzett, de kiemelkedő eredményeket diszkoszvetésben ért el. 1926-tól 1937-ig összesen huszonhat alkalommal szerepelt a magyar válogatottban. Két nyári olimpián volt a magyar csapat tagja, 1928-ban, Amszterdamban nem jutott a döntőbe, 1932-ben Los Angelesben az ötödik helyen végzett. 1931-ben megdöntötte Egri Kálmán akkor már három éve fennálló országos csúcsát. Az első atlétikai Európa- bajnokságon, Torinóban bronzérmet szerzett, ezzel ő lett a szakág első magyar Európa-bajnoki érmese. Legjobb eredményét – 48,86 métert – harminchét évesen, 1935-ben dobta. 1937-ben visszavonult a válogatottságtól, majd 1938-ban az aktív sportolástól is.

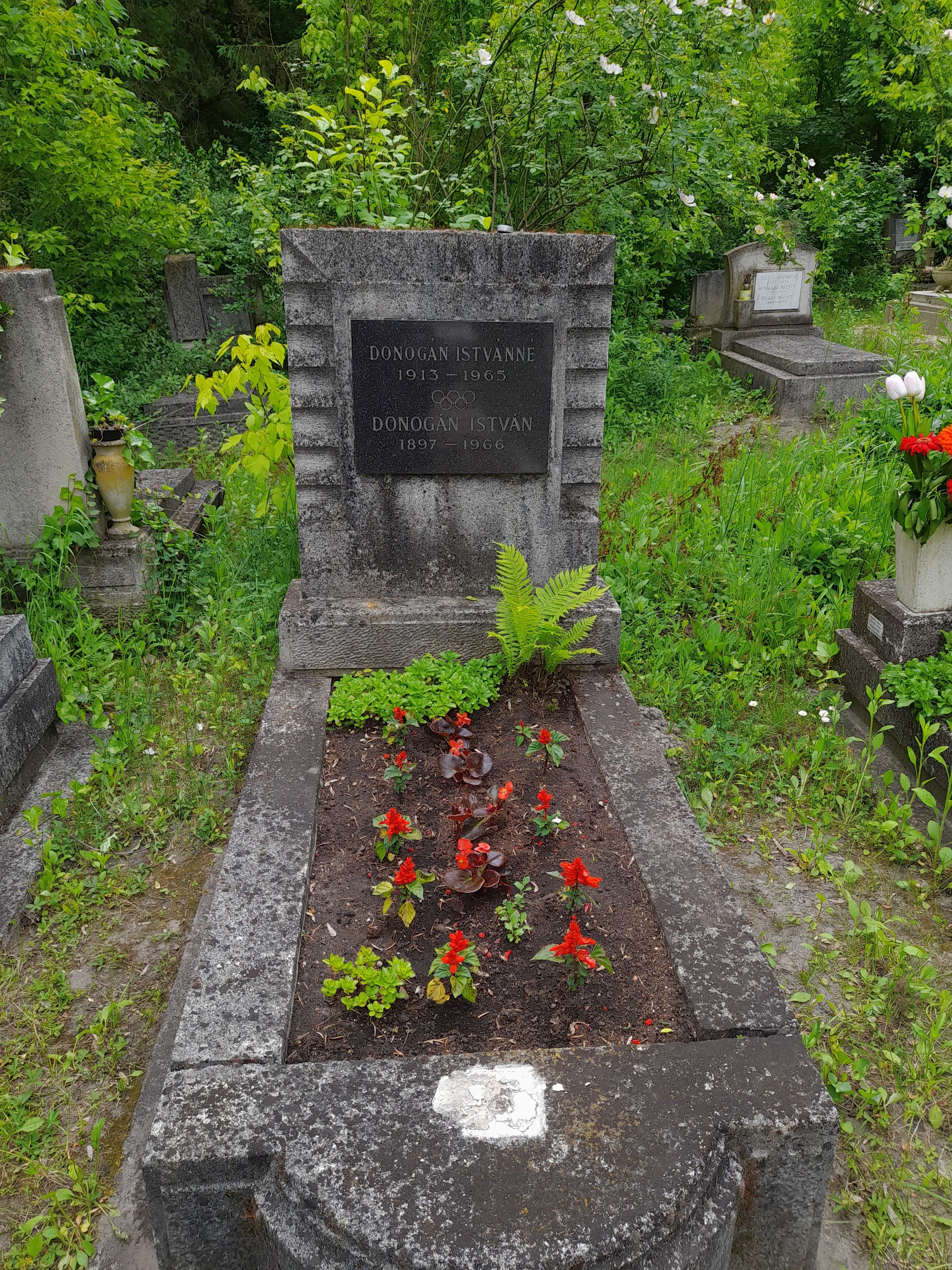
Sírja a Megyeri temetőben

## Sporteredményei
- olimpiai 5. helyezett: 1932, Los Angeles (47,07 m)
- olimpiai résztvevő: 1928, Amszterdam (41,78 m)
- Európa-bajnoki 3. helyezett: 1934, Torino (45,91 m)
- kétszeres magyar bajnok: 1931, 1935
- országos csúcstartó: 47,99 m (1931)